# Richard FitzAlan, XI conte di Arundel
Richard FitzAlan (1346 – Londra, 21 settembre 1397) è stato un nobile e militare inglese e servì sotto il regno di Riccardo II d'Inghilterra.

## Il buon inizio
Nacque nel 1346 da Richard FitzAlan, X conte di Arundel e da Eleonora di Lancaster.
Suo fratello minore, Thomas Arundel, fu Vescovo di Ely dal 1374 al 1388, quindi Arcivescovo di York dal 1388 al 1397 e quindi Arcivescovo di Canterbury dal 1397 alla morte.
Da parte di madre Richard era legato alla dinastia reale dei Plantageneti essendo bisnipote di Edoardo III d'Inghilterra. Questo legame di parentela gli consentì di far parte della corte e ricevere incarichi di rilievo: nel 1377 ebbe l'onore di portare la corona in occasione della cerimonia di incoronazione di Riccardo II d'Inghilterra.
Il 24 gennaio 1376 suo padre morì ed egli ne ereditò il titolo e le proprietà.
L'anno dopo venne nominato Ammiraglio per l'Ovest e il Sud e in tale veste nella Pentecoste del 1378 attaccò i francesi presso il porto di Harfleur ma venne respinto e dovette tornare alle proprie navi; insieme a Giovanni Plantageneto, I duca di Lancaster, tentò quindi di conquistare Saint-Malo ma di nuovo senza nessun risultato.

## La lotta per il potere

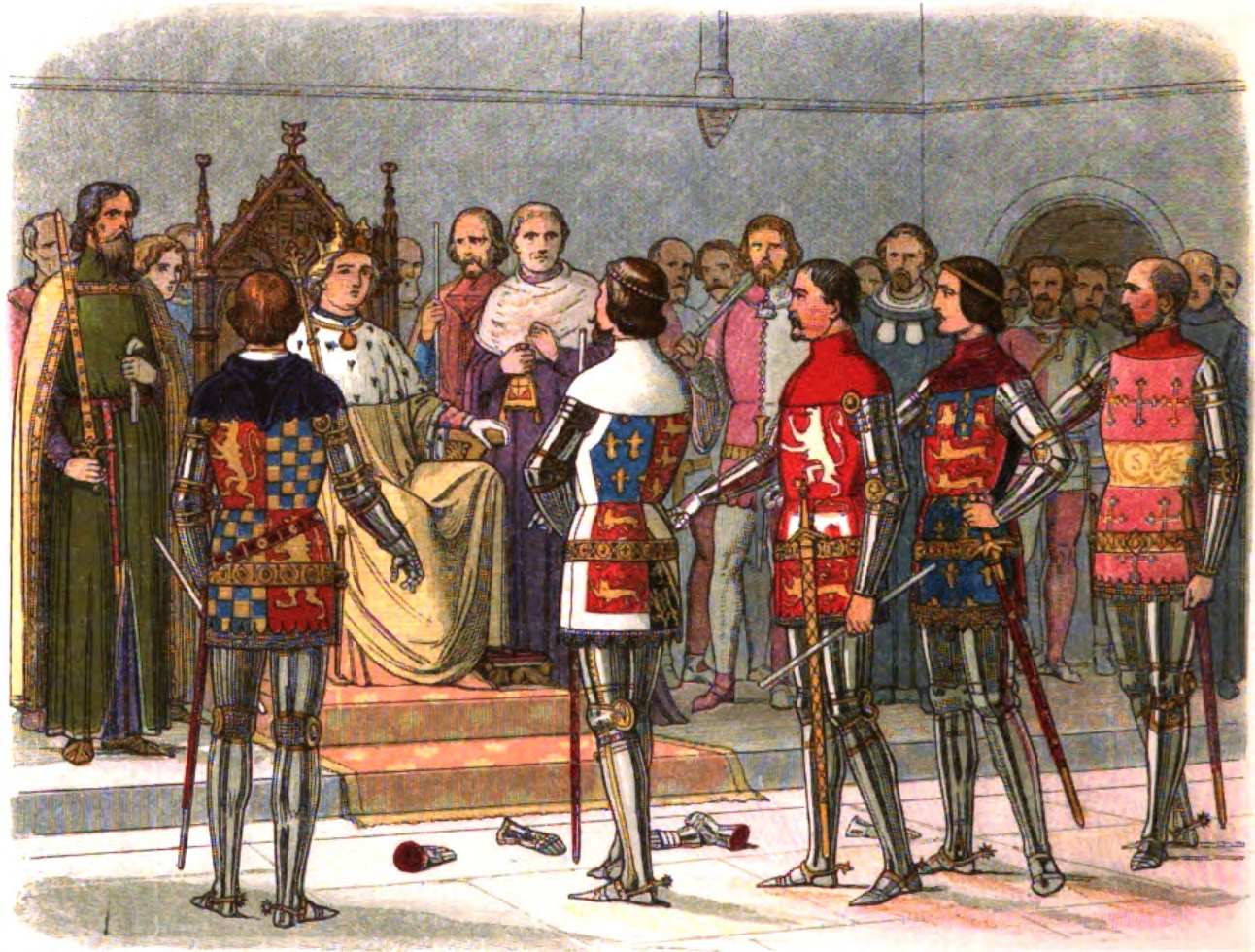
Richard FitzAlan, XI conte di Arundel; Tommaso Plantageneto, I duca di Gloucester; Thomas de Mowbray, I conte di Nottingham; Enrico, conte di Derby (poi Enrico IV); e Thomas de Beauchamp, XII Conte di Warwick, chiedono a Riccardo II di provare con le armi la validità della loro ribellione.

Politicamente Richard era vicino a Tommaso Plantageneto, I duca di Gloucester, uno zio del minorenne Riccardo II. Gloucester si opponeva fermamente al desiderio del nipote di porre fine alla Guerra dei cent'anni, che si combatteva ormai da sessant'anni contro la Francia; questa divergenza di opinione portò ad una frizione fra zio e nipote tanto che, nel tardo 1386, il duca costrinse il re ad ammetterlo insieme a Richard al Consiglio reale. Tale Consiglio divenne, a tutti gli effetti, un consiglio di reggenza, benché il sovrano fosse ormai ventenne e avesse quindi programmato di scioglierlo entro l'anno.
Nonostante questi attriti, nel 1386 Richard venne nominato Ammiraglio di tutta l'Inghilterra e ricevette anche l'investitura a cavaliere dell'Ordine della Giarrettiera; in tale veste Richard sconfisse le armate franco-spagnole a Margate nel marzo 1387 insieme a Thomas de Mowbray, I duca di Norfolk.
In agosto Riccardo II sciolse il consiglio e riprese accanto a sé i propri favoriti: l'Arcivescovo di York Alexander Neville (1340 circa-1392), Robert de Vere, Duca d'Irlanda, Michael de la Pole, I conte di Suffolk (1330 circa-5 settembre 1389), Robert Tresilian e il vecchio Sindaco di Londra Nicholas Brembre.
Né Richard né Gloucester furono favorevoli a questa iniziativa e quando vennero chiamati dal re, anziché recarsi all'incontro, misero insieme un piccolo esercito e si scontrarono con il nuovo consiglio; riuscirono a sconfiggerlo a Radcot Bridge il 19 dicembre 1397 e fecero prigionieri i "favoriti".
La sessione del parlamento che si riunì dal febbraio al giugno 1388 divenne nota come il Merciless parliament (parlamento senza pietà): tutti i nuovi consiglieri vennero accusati di tradimento e condannati:
- Ad Alexander Neville toccò la condanna a vita (che evitò scappando presso la Santa Sede che lo mandò in Scozia e poi fu lui stesso a fuggire in Belgio dove morì);
- De Vere venne condannato a morte, ma per sua fortuna era scappato all'estero prima del processo e morì a Lovanio, perse però ogni titolo o proprietà in Inghilterra;
- anche De la Pole scampò alla condanna a morte fuggendo a Parigi anche se, anch'egli, perse ogni bene;
- Tresilian venne condannato a morte e giustiziato quello stesso anno;
- stessa sorte toccò anche a Brembre.

A queste morti si aggiunse anche quella di Simon de Burley, un funzionario di corte particolarmente caro a Riccardo poiché era stato uno dei suoi tutori; il re chiese pietà per lui e lo stesso fece sua moglie Anna di Boemia, ma senza risultati.
Richard e Gloucester ebbero la meglio sul re e per qualche anno coesistettero, tanto che, in segno di riconciliazione, nel 1388 Richard fu nominato governatore di Brest.
L'anno dopo il re firmò un trattato di pace con la Francia che pose fine, temporaneamente, al conflitto.
Nel 1394 un nuovo motivo di conflitto sorse fra Richard e Riccardo quando il primo tardò ai funerali della regina e i rapporti fra i due si incrinarono ulteriormente. Nel 1397 infine lui e Gloucester vennero accusati e arrestati perché ritenuti colpevoli di aver cercato di detronizzare ed imprigionare Riccardo. Il processo si tenne a Westminster e vide i due condannati a morte e privati dei loro titoli e beni; Gloucester venne assassinato prima dell'esecuzione, mentre Richard fu decapitato il 21 settembre dello stesso anno.
Nell'ottobre del 1400 la confisca venne revocata e suo figlio maggiore Thomas poté ereditare le proprietà di famiglia.

## Il matrimonio e i figli
Richard si sposò in prime nozze con Elizabeth de Bohun (1350circa-3 aprile 1385) attorno al 28 settembre 1359, i due ebbero:
- Thomas FitzAlan (1381-1415) XII conte di Arundel
- Eleanor FitzAlan (1365circa-1375)
- Elizabeth FitzAlan (1366-8 luglio 1425), suo secondo marito fu Thomas de Mowbray, I duca di Norfolk prima alleato e poi nemico di Richard
- Joan FitzAlan (1375-14 novembre 1435)
- Alice FitzAlan (1378-prima dell'ottobre 1415), si dice che sia stata l'amante di Enrico Beaufort e che da lui abbia avuto una figlia[5]
- Margaret FitzAlan
- figlio dal nome incerto, William o Richard FitzAlan

Dopo essere rimasto vedovo Richard si risposò nel 1389 con Philippa Mortimer una delle figlie di Edmondo Mortimer, III conte di March e Filippa Plantageneta, figlia di Lionello Plantageneto, I duca di Clarence. I due non ebbero figli.

## Ascendenza
|                                             |                                            |                          | Genitori                                  |  |  | Nonni |  |  | Bisnonni                                |  |  | Trisnonni                           |  |
|                                             |                                            |                          |                                           |  |  |       |  |  | Richard FitzAlan, VIII conte di Arundel |  |  | John FitzAlan, VII conte di Arundel |  |
|                                             |                                            |                          |                                           |  |  |       |  |  | Richard FitzAlan, VIII conte di Arundel |  |  | John FitzAlan, VII conte di Arundel |  |
|                                             |                                            | Isabella Mortimer        |                                           |  |  |       |  |  | Richard FitzAlan, VIII conte di Arundel |  |  |                                     |  |
| Edmund FitzAlan, IX conte di Arundel        |                                            |                          |                                           |  |  |       |  |  | Richard FitzAlan, VIII conte di Arundel |  |  |                                     |  |
|                                             |                                            | Alice di Saluzzo         | Tommaso I di Saluzzo                      |  |  |       |  |  |                                         |  |  |                                     |  |
|                                             |                                            | Alice di Saluzzo         | Tommaso I di Saluzzo                      |  |  |       |  |  |                                         |  |  |                                     |  |
|                                             |                                            | Alice di Saluzzo         | Luigia di Ceva                            |  |  |       |  |  |                                         |  |  |                                     |  |
| Richard FitzAlan, X conte di Arundel        |                                            | Alice di Saluzzo         |                                           |  |  |       |  |  |                                         |  |  |                                     |  |
|                                             |                                            | William de Warenne       | Giovanni de Warenne, VI conte di Surrey   |  |  |       |  |  |                                         |  |  |                                     |  |
|                                             |                                            | William de Warenne       | Giovanni de Warenne, VI conte di Surrey   |  |  |       |  |  |                                         |  |  |                                     |  |
|                                             |                                            | William de Warenne       | Alice di Lusignano                        |  |  |       |  |  |                                         |  |  |                                     |  |
| Alice de Warenne                            |                                            | William de Warenne       |                                           |  |  |       |  |  |                                         |  |  |                                     |  |
|                                             |                                            | Joan de Vere             | Robert de Vere, V conte di Oxford         |  |  |       |  |  |                                         |  |  |                                     |  |
|                                             |                                            | Joan de Vere             | Robert de Vere, V conte di Oxford         |  |  |       |  |  |                                         |  |  |                                     |  |
|                                             |                                            | Joan de Vere             | Alice de Sanford                          |  |  |       |  |  |                                         |  |  |                                     |  |
| Richard FitzAlan                            |                                            | Joan de Vere             |                                           |  |  |       |  |  |                                         |  |  |                                     |  |
|                                             | Edmondo Plantageneto, I conte di Lancaster | Enrico III d'Inghilterra |                                           |  |  |       |  |  |                                         |  |  |                                     |  |
|                                             | Edmondo Plantageneto, I conte di Lancaster | Enrico III d'Inghilterra |                                           |  |  |       |  |  |                                         |  |  |                                     |  |
|                                             | Edmondo Plantageneto, I conte di Lancaster | Eleonora di Provenza     |                                           |  |  |       |  |  |                                         |  |  |                                     |  |
| Enrico Plantageneto, III conte di Lancaster | Edmondo Plantageneto, I conte di Lancaster |                          |                                           |  |  |       |  |  |                                         |  |  |                                     |  |
|                                             |                                            | Bianca d'Artois          | Roberto I d'Artois                        |  |  |       |  |  |                                         |  |  |                                     |  |
|                                             |                                            | Bianca d'Artois          | Roberto I d'Artois                        |  |  |       |  |  |                                         |  |  |                                     |  |
|                                             |                                            | Bianca d'Artois          | Mathilde di Brabante                      |  |  |       |  |  |                                         |  |  |                                     |  |
| Eleonora di Lancaster                       |                                            | Bianca d'Artois          |                                           |  |  |       |  |  |                                         |  |  |                                     |  |
|                                             |                                            | Patrick Chaworth         | Patrick Chaworth                          |  |  |       |  |  |                                         |  |  |                                     |  |
|                                             |                                            | Patrick Chaworth         | Patrick Chaworth                          |  |  |       |  |  |                                         |  |  |                                     |  |
|                                             |                                            | Patrick Chaworth         | Hawise de Londres                         |  |  |       |  |  |                                         |  |  |                                     |  |
| Maud Chaworth                               |                                            | Patrick Chaworth         |                                           |  |  |       |  |  |                                         |  |  |                                     |  |
|                                             |                                            | Isabella di Beauchamp    | William de Beauchamp, IX conte di Warwick |  |  |       |  |  |                                         |  |  |                                     |  |
|                                             |                                            | Isabella di Beauchamp    | William de Beauchamp, IX conte di Warwick |  |  |       |  |  |                                         |  |  |                                     |  |
|                                             |                                            | Isabella di Beauchamp    | Maud FitzJohn                             |  |  |       |  |  |                                         |  |  |                                     |  |
|                                             |                                            | Isabella di Beauchamp    |                                           |  |  |       |  |  |                                         |  |  |                                     |  |